# Associação dos Municípios da Microrregião da Baixa Mogiana
A  Associação dos Municípios da Microrregião da Baixa Mogiana(AMOG) é uma associação brasileira,fundada em  08 de janeiro de 1976 com sede na
cidade de Guaxupé, Minas Gerais. Atua em diversas áreas de interesse dos municípios associados com objeto de fortalecer a capacidade administrativa, econômica e social dos mesmos.

## Municípios Membros
A (AMOG) é formada  15  municípios associados são eles:
- Alterosa
- Arceburgo
- Areado
- Bom Jesus da Penha
- Botelhos
- Cabo Verde
- Conceição da Aparecida
- Guaranésia
- Guaxupé
- Jacuí
- Juruaia
- Monte Belo
- Muzambinho
- Nova Resende
- São Pedro da União[2]